# Luigi Busidoni
Luigi Busidoni (né le 21 octobre 1911 à Pola (aujourd'hui Pula) en Istrie (aujourd'hui en Croatie) et mort à une date inconnue) est un joueur de football italien, qui évoluait au poste de milieu de terrain.

## Historique
Busidoni évolue tout d'abord avec le club local de l'Esperia Trieste. 
Il joue ensuite avec le Spezia Calcio, avec l'US Triestina, Ponziana, la Juventus (où il dispute son premier match en juventino le 26 juin 1938 lors d'un match nul 3-3 contre l'Hungária FC), Venise, Fiumana et enfin Nocerina.